# Molophilus genitalis
Molophilus genitalis är en tvåvingeart som först beskrevs av Enrico Adelelmo Brunetti 1912.  Molophilus genitalis ingår i släktet Molophilus och familjen småharkrankar. Inga underarter finns listade i Catalogue of Life.